# Prophasiane octolineata
Prophasiane octolineata là một loài bướm đêm trong họ Geometridae.